# ارز طلای دیجیتال
ارز طلای دیجیتال (انگلیسی: Digital gold currency) گونه‌ای از ارز دیجیتال مبتنی بر واحدهای جرم طلا است. ارز طلای دیجیتال نوعی پول نماینده است، مانند گواهی‌های طلای کاغذی ایالات متحده آمریکا در سال‌های ۱۸۷۳ تا ۱۹۳۳ که بنابر تقاضا دوباره به طلا قابل تبدیل بودند. واحد محاسبه معمولی چنین ارزهایی گرم یا وزن تروای طلا مرتبط می‌شوند گرچه واحدهای دیگری مانند دینار طلا (دوره اسلامی)نیز گاهی اوقات استفاده می‌شود. ارزطلای دیجیتال توسط ذخیره طلای تخصیصی یا غیرتخصیصی پشتیبانی می‌شود. ارزهای طلای دیجیتال توسط تعدادی از شرکت‌ها منتشر می‌شوند که هرکدام نظامی را پدیدمی‌آورد که در آن کاربران قادر می‌شوند واحدهای هم ارزش با معادل شمش طلا را با یکدیگر جابجا کنند. این عرضه‌کنندگان رقیب گونه‌ای از واحد پول مستقل ایجاد می‌کنند.